# Odon
Odon (Vaccinium uliginosum) är en växtart i släktet Vaccinium och familjen ljungväxter. Den beskrevs av Carl von Linné.
Arten är ett tämligen högväxt, lövfällande ris med blå, ätliga bär. Den förekommer på fuktig mark över stora delar av norra halvklotet. Eftersom arten ofta växer i samma marker som blåbär förväxlas de ibland.

## Beskrivning
Odon är ett lövfällande ris som är omkring 40 centimeter högt, på gynnsamma lokaler nästan meterhögt. Det förväxlas lätt med släktesfränden blåbär (Vaccinium myrtillus), men är mer högväxt och har till skillnad från blåbäret runda, släta, utåtstående och bruna grenar. Bladen är små, omvänt äggrunda och helbräddade, nästan tunglika. De är blågröna ovantill och ljusare undertill, med tydliga nerver. Innan de faller av om hösten är de gula eller röda.
Odonets blommor är små, hängande och något uppblåsta, vita eller blekt röda och sitter enstaka eller 2–4 ihop i de övre bladvecken. Blommornas kronor är urnlika, med 4–5 bakåtriktade flikar. Bären, som är ätliga, är ljusblå, något avlånga eller kantiga, oftast större än blåbär och överdragna av en vaxhinna. De är saftiga, med en söt smak.

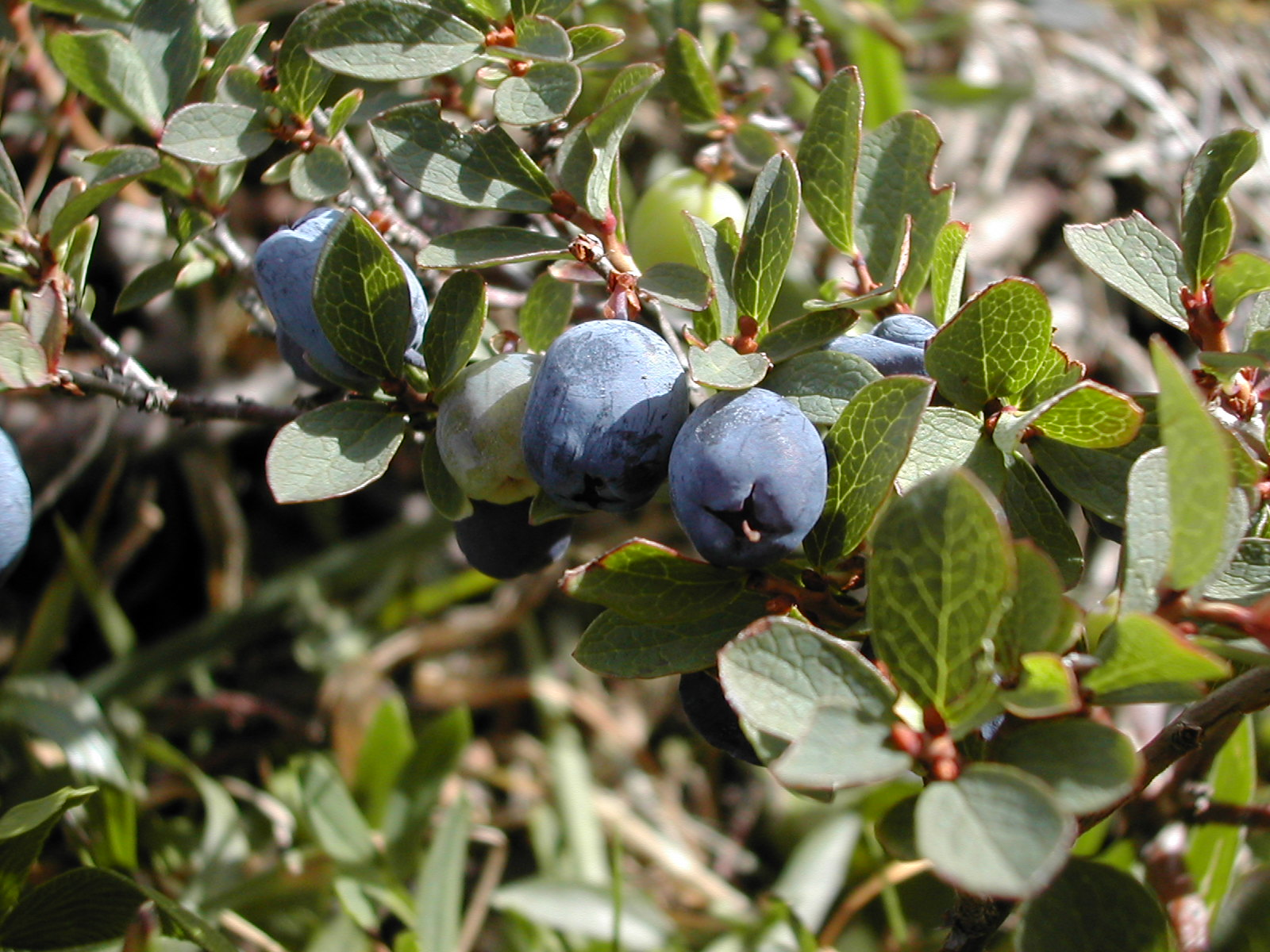
Odon: ovalt bär med kryss där blomman suttit
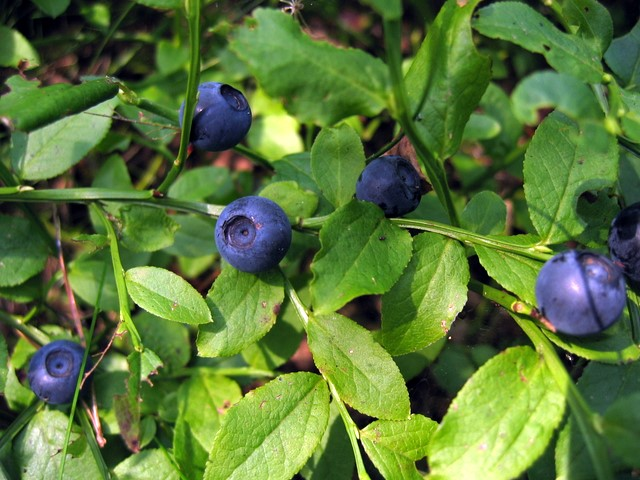
Blåbär: klotrunt bär med ring där blomman suttit
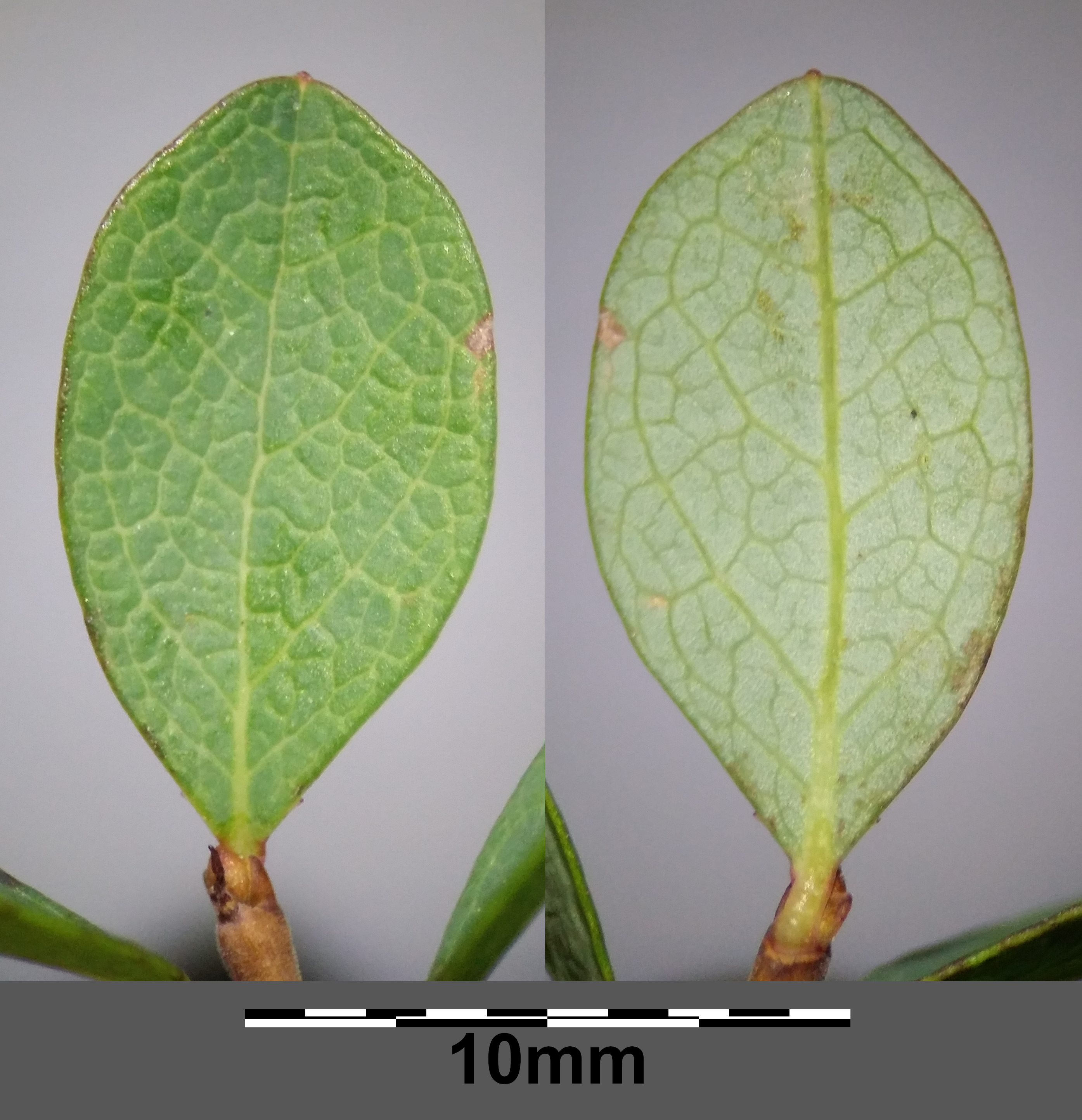
Odon: blad blågröna och helbräddade, med ljus undersida
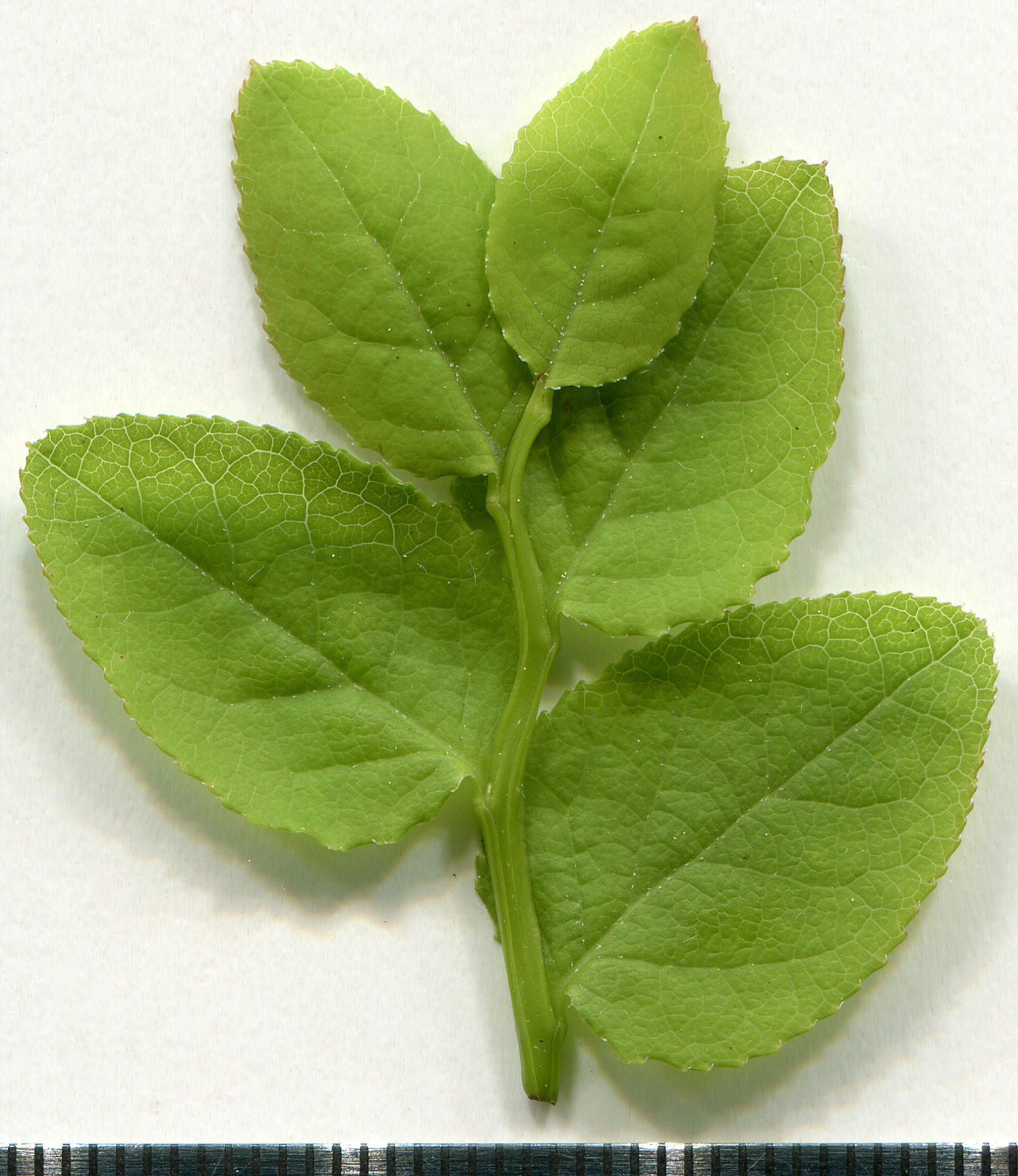
Blåbär: blad helgröna och tandade

## Utbredning
Odonet förekommer på i stort sett hela den subarktiska och tempererade delen av norra halvklotet, från Kanada och nordvästra USA till Europa och vidare över Ryssland, norra Kina och Koreahalvön till Japan. I Sverige är det allmänt i hela landet utom på Gotland, där det förekommer mer sparsamt. Även i övriga Norden är det ett vanligt bärris.

## Habitat

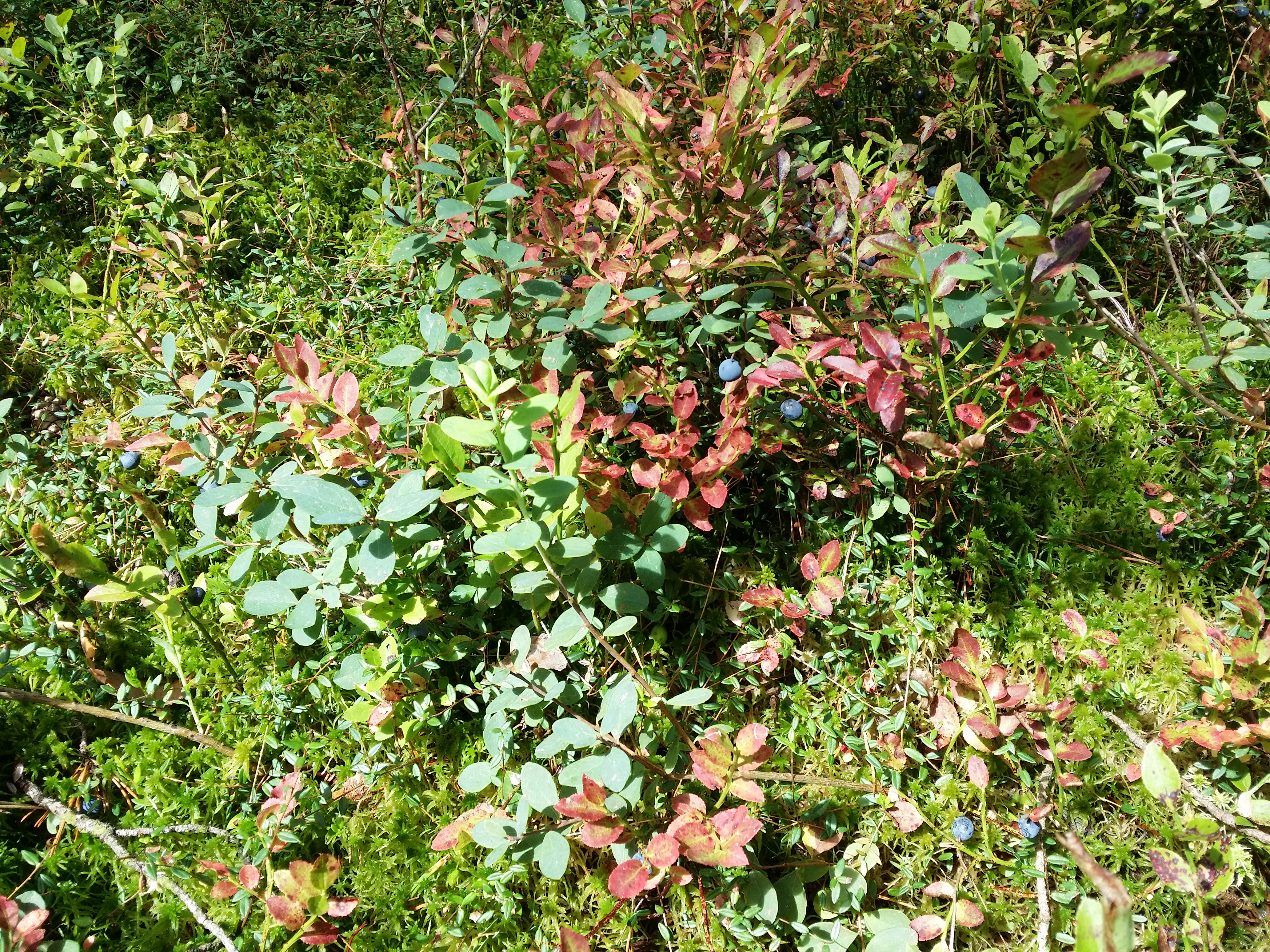
Odon (blågrön) och blåbär (rödaktig) växande tillsammans.

I Sverige och övriga Norden är odonet vanligt i fuktiga trakter såsom skogar, våta hedar, mossar och kärr. På hedar och myrar i fjälltrakter förekommer odonet i en variant som tidigare sågs som en varietet (V. u. var. alpinum) eller underart (V. u. subsp. microphyllum) men som idag betraktas som en synonym till nominatformen. Både blad och bär är i fjällen mindre än vad de är i lägre belägna områden, och växten är över huvud taget mer krypande.

## Användning

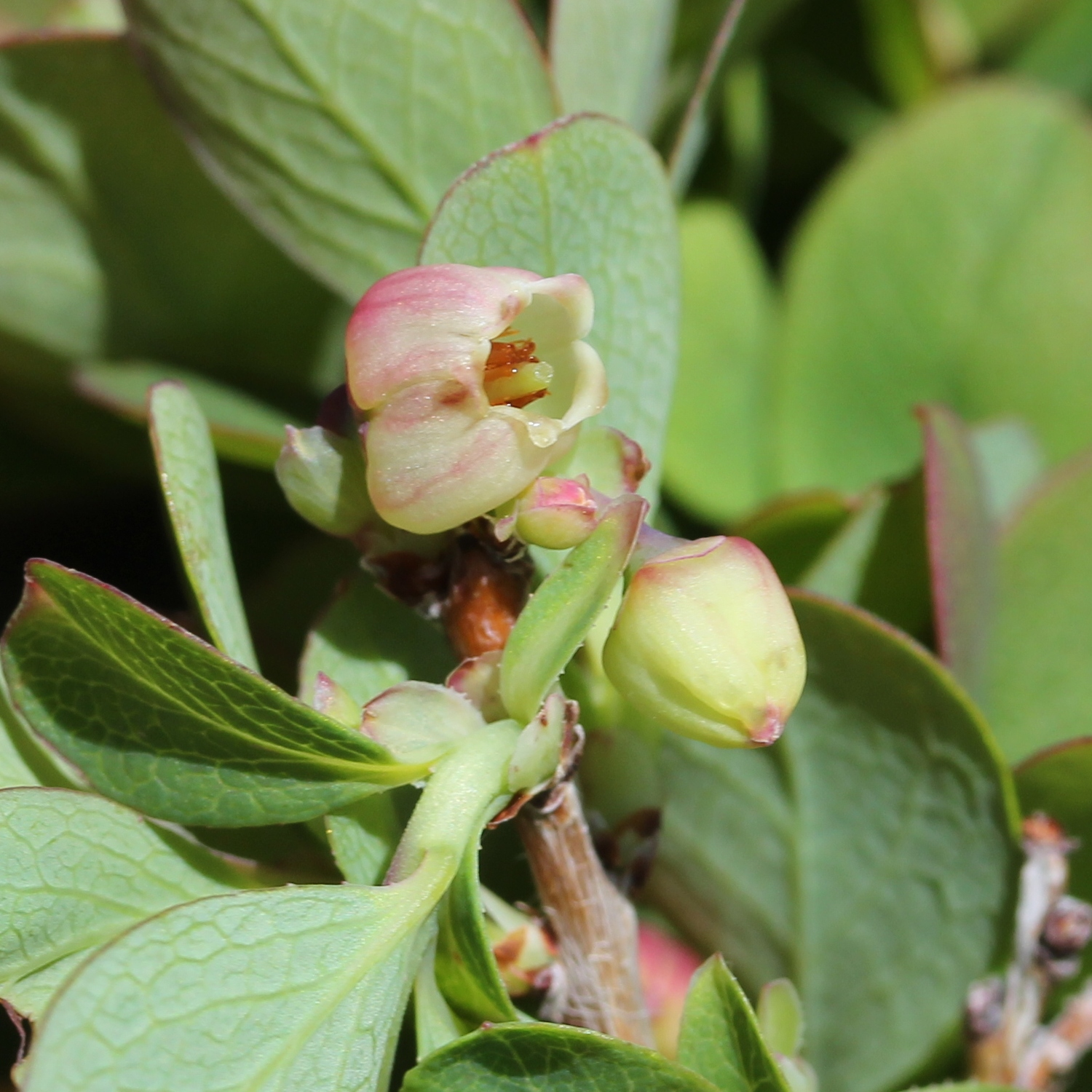
Blomma och blomknopp hos odon.

Bäret är ätligt men har i Norden aldrig varit populärt; många bärplockare tror till och med att bären är giftiga. Emellertid är odonets bär större och saftigare än blåbärets, och innehåller rentav mer C-vitamin än blåbär. I Ryssland bränner man sprit med odon. Bären kan också jäsas till vin och har använts i likörer. De har också använts som huskur för krånglande mage och hjärtbesvär.
I Jämtland kallas odon för vammstöjt utifrån att intag av odon för kor motverkar att dessa får uppsvällda våmmar av (ofta) för stora intag av höstklöver på slåtterängar med återväxt.[källa behövs] Bärsorten används även till att göra ett solvin som liksom bären kallas för vammstöjt. Vinet framställs genom att bär blandas med socker och vatten som sedan får stå c:a tre veckor i sol varefter bären silas bort och vinet kan avnjutas.[källa behövs]
Nyutslagna blad kan användas som örtte.

## Namn
Artepitetet uliginosum betyder 'som växer på fuktiga ställen'.

### Svenska namn
- Blåbukar (Blekinge, Närke, Skåne, Småland, Västergötland)[5][10]
- Böljon, bölen (Blekinge, Småland)[5][11]
- Böljen (Skåne)[5][11]
- Fyllebär[9]
- Gårvälta (Dalsland)[5]
- Hundbär (Dalarna)[5][9]
- Hundbollar (Jämtland)[5]
- Måbär (Blekinge)[5]
- Odabär[12]
- Odenbär[5]
- Odonbuske[5]
- Odonris[5]
- Pungbär[9]
- Skrockbär (Jämtland)[5]
- Slinnon[13]
- Slinnor (Halland)[5]
- Snorbär[9]
- Svalon, svålon, svälon[14]
- Svåen (Blekinge)[5]
- Svålåm (Västmanland)[5]
- Tuvblåbär (Hälsingland)[5]
- Utterbär[9]
- Vallbär (Hälsingland)[5]
- Vamstöt, vamstöjt (Jämtland)[15][16]
- Warmstöt (Jämtland)[5]
- Ollebär (Hälsingland)[5]
- Öbär (Bohuslän)[5][12]
- Ögnabär, ögnebär (Bohuslän)[5][12]
- Ölbär (Hälsingland)[5]

### Webbkällor
- Odon i Carl Lindman, Bilder ur Nordens flora (andra upplagan, Wahlström och Widstrand, Stockholm 1917–1926)